# عبدالعظیم صدقیانی
عبدالعظیم صدقیانی سیاست‌مدار ایرانی بود، که در  دوره بیست و یکم   بعنوان نماینده کنگاور و صحنه در مجلس شورای ملی حضور داشت.